# Hansastraße 5 (Mönchengladbach)

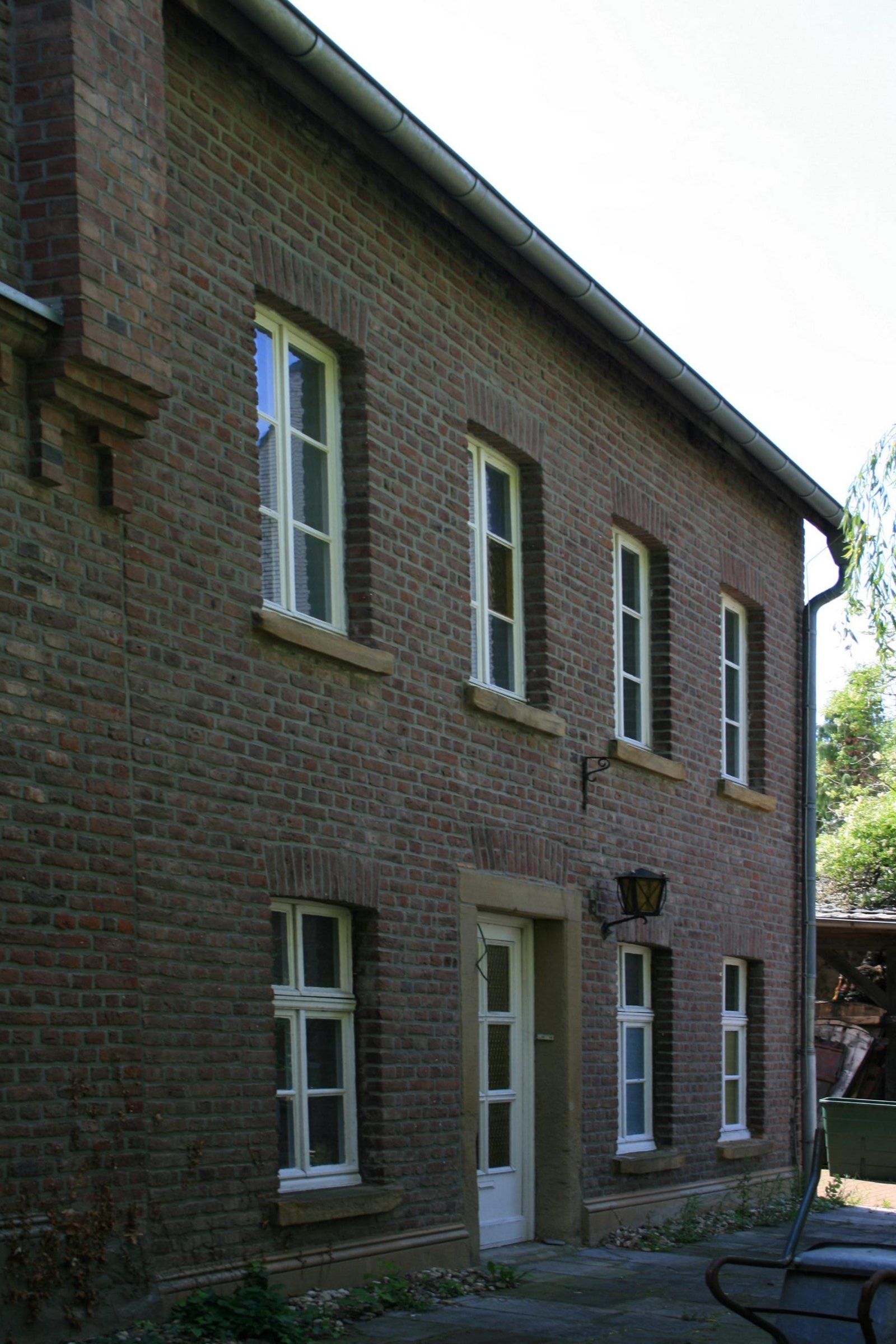
Wohn- und Atelierhaus (2010)

Das Wohn-/Atelierhaus Hansastraße 5 steht im Stadtteil Bettrath-Hoven in Mönchengladbach (Nordrhein-Westfalen).
Das Gebäude wurde 1858 als Erweiterung eines bestehenden Schulgebäudes erbaut. Es wurde unter Nr. H 049  am 30. August 1988 in die Denkmalliste der Stadt Mönchengladbach eingetragen.

## Architektur
Bei dem ehemaligen Schulgebäude handelt es sich um einen dreiteiligen Backsteinbau in traufseitiger Stellung, der in drei Bauphasen errichtet wurde. Ältester Gebäudeabschnitt ist der 1836 errichtete und 1879 um ein weiteres Stockwerk ergänzte Mitteltrakt (Hansastraße 3), an dem 1858 ein zweigeschossiges Gebäude (Hansastraße 5) angebaut wurde. 1867 wurde auf der anderen Seite des Mitteltrakts der Erweiterungsbau Hansastraße 1 errichtet.
Zeitgemäßer Erweiterungsbau eines ländlichen Volksschulbaus in für die Entstehungszeit charakteristischer schlichter Gestaltung, in dem sich ein Teilaspekt der Ortsgeschichte materialisiert.